# Filopaludina miveruensis
Filopaludina miveruensis е вид едро, сладководно коремоного от семейство Viviparidae.

## Разпространение
Този вид е докладван от Виетнам, но има съмнения относно валидността му. Предполага се, че това може да е африканският вид Bellamya mweruensis.